# 神山修
神山 修（かみやま おさむ、1947年 - ）は、元アマチュア野球選手である。ポジションは投手。

## 来歴・人物
日本大学第二高校では、3年生時に1965年夏の甲子園県予選でエースとして活躍。決勝で日本大学第三高等学校を破り、甲子園への出場を果たした。同年の夏の甲子園では、1回戦で岡山東商業高校の平松政次と投げ合った末に完封勝ちを果たしたが、2回戦で秋田高校に敗れた。同年のドラフト会議で阪急ブレーブスから7位指名されたが入団を拒否し、日本大学に進学する。
大学に進学してからは三塁手に転向し、東都大学野球リーグにおいて、1969年の春季、秋季のリーグ優勝に貢献し、同年の全日本大学野球大会にも出場し、チームは準優勝に輝いた。
大学卒業後に大リーグのロサンゼルス・ドジャースの入団テストを受けるが合格に至らなかった。
その後、アメリカの大学で運動について研究し、1976年から1980年までに体育主任としてニューヨーク日本学校に勤務していた。
2006年からは公式マッサージセラピストの資格を習得し、「マスター神の気エネルギーセラピー」のマッサージセラピストとして活動している  。